# موسس کرتوغ
مؤسس کرتوغ (ارمنی: Մովսես Քերթող؛   سده هشتم میلادی)، تفسیر (متن) الهیدان و دستورنویس اهل ارمنستان بود.

## زندگی‌نامه
وی در سده ۸ میلادی به دنیا آمد . استپانوس سیونه‌تسی استاد وی بود. وی در سده ۸ میلادی درگذشت.